# Hans Nielsen Hauge
Hans Nielsen Hauge (Sarpsborg, 3 aprile 1771 – Oslo, 29 marzo 1824) è stato un predicatore, scrittore e imprenditore norvegese riformatore della Chiesa luterana in Norvegia.

## Biografia
Hans Nielsen Hauge nasce, quarto di dieci figli, in una povera famiglia in una fattoria presso Sarpsborg nella contea di d'Østfold.
Il 5 aprile 1796 riceve il suo "battesimo spirituale" oppure la sua "chiamata a Dio" in un campo vicino a casa sua e da allora comincia ad andare di fattoria in fattoria e di villaggio in villaggio a predicare 
  · .
All'epoca la Norvegia contava circa 900.000 abitanti con un alto tasso di analfabetismo ma si ritiene che almeno 100.000 persone abbiano letto le sue opere.
Convinto che il benessere spirituale passasse anche dalla liberazione dalla povertà materiale, Hauge favorì e diede impulso alla nascita di piccole imprese manifatturiere e artigiane sparse sul territorio norvegese.
Il governo centrale vedeva male l'opera di un predicatore che si muoveva al di fuori della Chiesa costituita, per questo motivo Hauge fu arrestato e imprigionato diverse volte.
Fu sepolto presso il cimitero della Gamle Aker kirke.

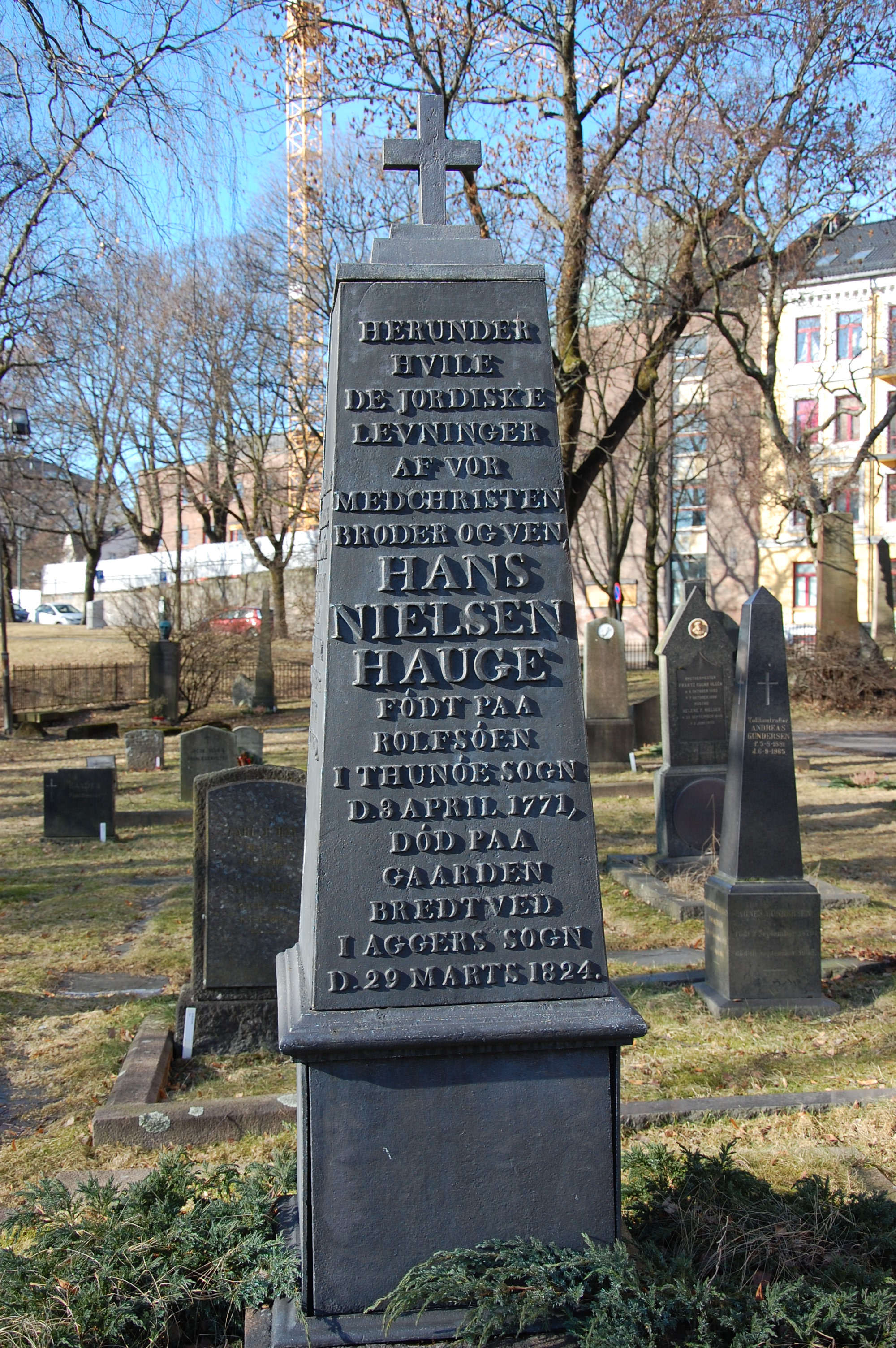
Monumento funebre di Hans Nielsen Hauge nel cimitero della Gamle Aker kirke a Oslo